# Culex retrosus
Culex retrosus är en tvåvingeart som beskrevs av Lane och Charles Otis Whitman 1951. Culex retrosus ingår i släktet Culex och familjen stickmyggor. Inga underarter finns listade i Catalogue of Life.